# Gedemineraliseerd water

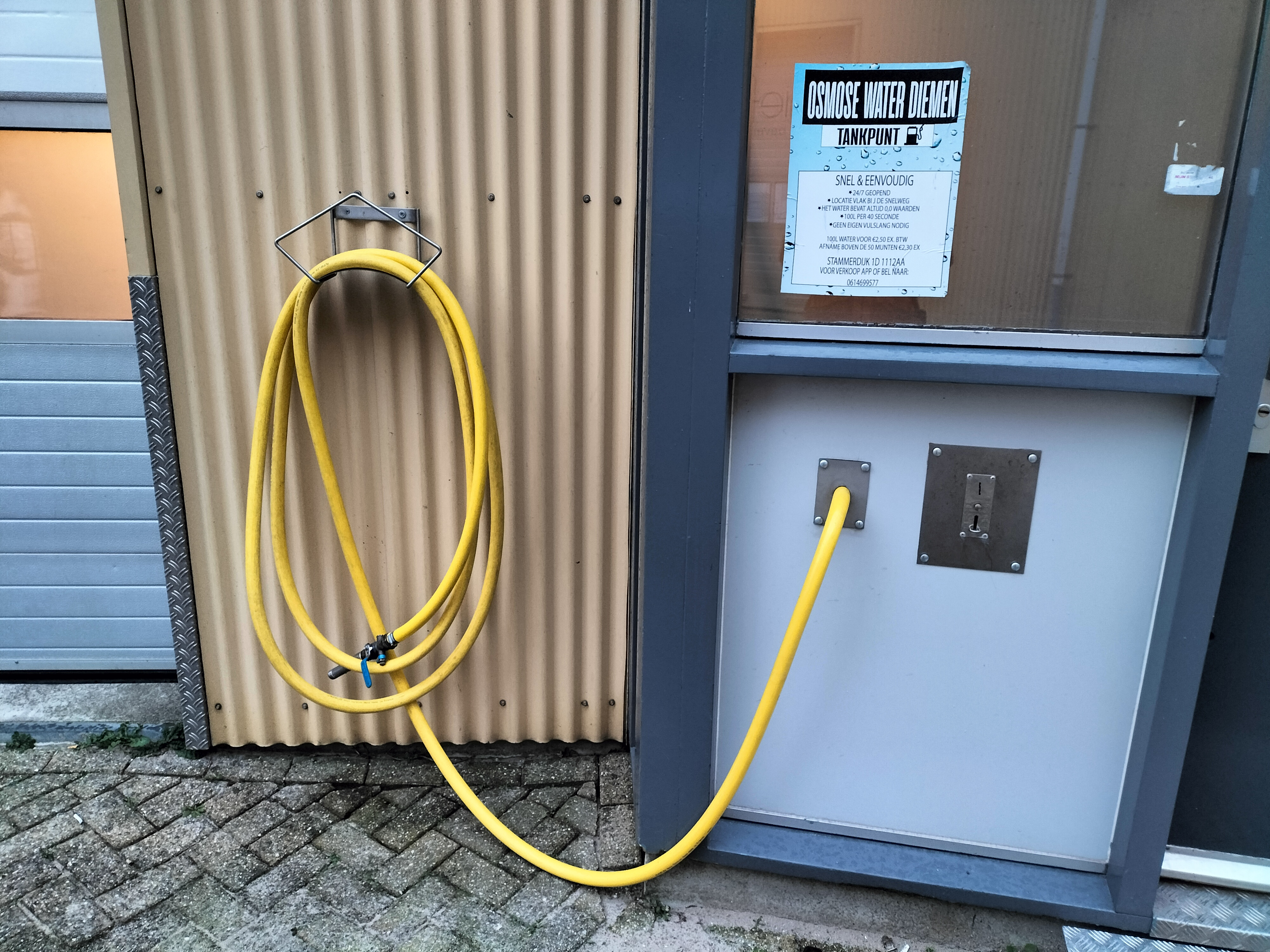
Pompstation voor "osmosewater" bij een glazenwassersbedrijf

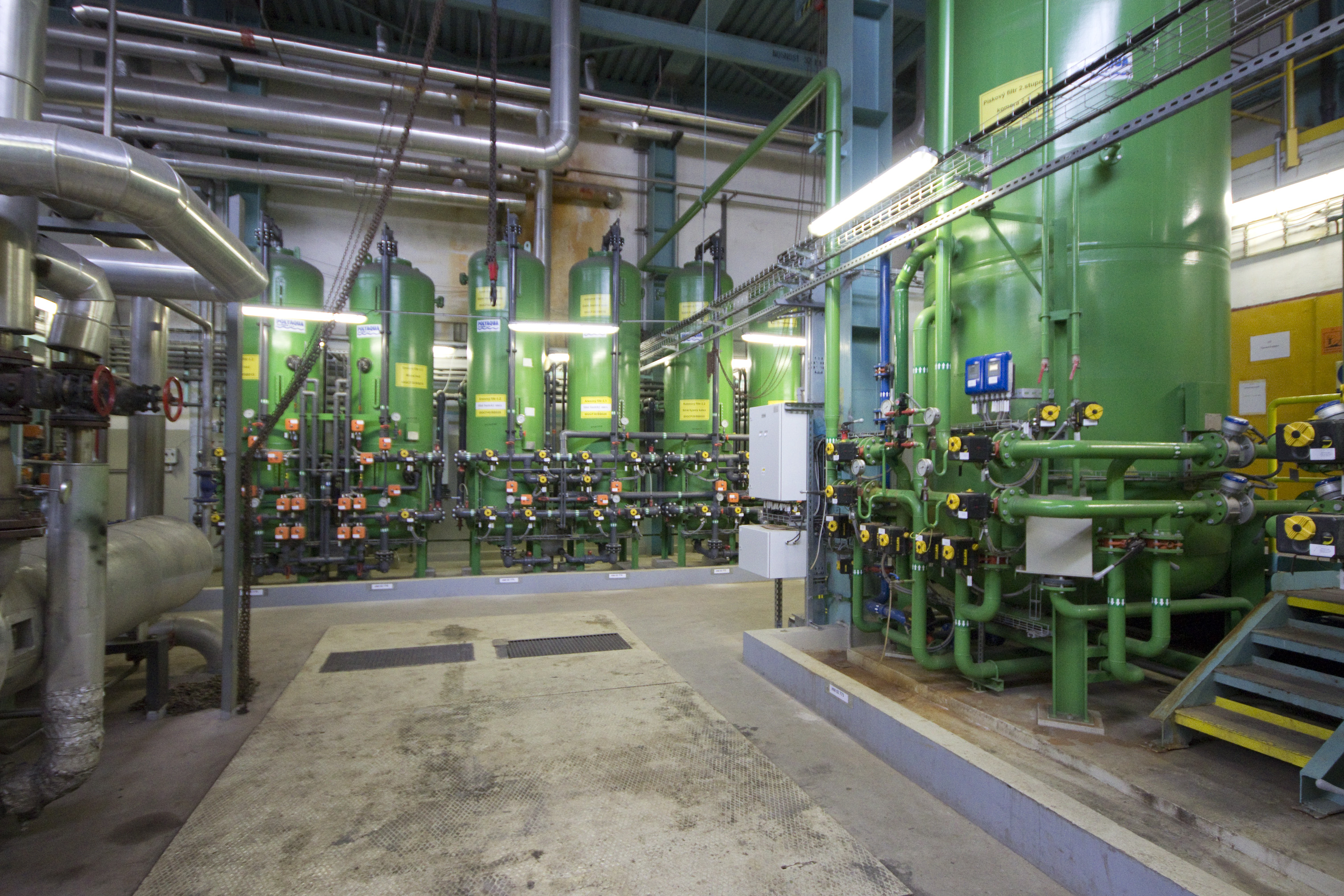
Productie van gedemineraliseerd water voor gebruik als ketelwater

Gedemineraliseerd water, of korter demiwater of deminwater genoemd, is water waaruit alle zouten (mineralen) die doorgaans in water in aanwezig zijn, verwijderd zijn.  
De hoeveelheid opgeloste ionen in leidingwater kan sterk variëren en de hoeveelheid opgeloste metaalionen wordt wel uitgedrukt in de hardheidsgraad. Voor gebruik in een chemisch of biologisch laboratorium is leidingwater ongeschikt. 

## Proces
Er zijn meerdere processen om gedemineraliseerd water te maken. Dit zijn onder andere omgekeerde osmose, ionenwisseling, continue de-ionisatie en ultrafiltratie.
In laboratoria en ziekenhuizen is er een zeer uitgebreide manier om gedemineraliseerd water te produceren. Hierbij wordt een combinatie van bovenstaande technieken achter elkaar gebruikt. Hierbij worden bijna alle kationen en anionen verwijderd.
Een nadeel van gedemineraliseerd water is dat zich in de ionenwisselaar algengroei kan voordoen bij niet-continu gebruik. Voor biologische of biochemische toepassingen is dit water daarom niet altijd geschikt omdat het niet steriel is. Daarom maken ziekenhuizen gebruik van meerdere technieken na elkaar en hebben procedures om het systeem steriel te houden.

## Toepassingen
Demiwater kan worden gebruikt voor ketelvoedingswater, het vullen van stadsverwarming, loodaccu's en stoomstrijkijzers, de productie van geneesmiddelen en cosmetische producten en door glazenwassers om streeploze ramen te krijgen, in wasinstallaties en in laboratoria. 